# 1959年中国大陆
| 中国历史 / 中国历史年表 |
| 世紀： 19世纪中国 / 20世纪中国 / 21世纪中国 |
| 年代： 1920年代中国 / 1930年代中国 / 1940年代中国 / 1950年代中国大陆 / 1960年代中国大陆 / 1970年代中国大陆 / 1980年代中国大陆                                 |
| 年份： 1955年中国大陆 / 1956年中国大陆 / 1957年中国大陆 / 1958年中国大陆 / 1959年中国大陆 / 1960年中国大陆 / 1961年中国大陆 / 1962年中国大陆 / 1963年中国大陆 |
| 纪年： 己亥年（猪年）、中华人民共和国成立10周年 |

本条目介绍1959年在中国大陆发生的事件。该年中国大陆人口估计为6.65亿人。

## 领导人
- 中共中央主席：毛泽东
- 国家主席：毛泽东（4月27日前）、刘少奇（4月27日后）
- 国务院总理：周恩来
- 全国人大常委会委员长：刘少奇（4月27日前）、朱德（4月27日后）
- 国家副主席：朱德（4月27日前）、宋庆龄和董必武（4月27日后）

## 事件
- 大跃进持续进行
- 三年困難時期开始
- 中国研制成功104型电子计算机，运算速度每秒1万次。

### 1月
- 1月14日——劳动部、冶金工业部和中华全国总工会在江西大吉山钨矿召开全国金属矿山现场会议。

### 2月
- 2月3日——中国政府同越南社会主义共和国在北京签订协议，开始大量援助越南。
- 2月4日——中国与苏丹建交。
- 2月7日——中苏经济合作协定签订。
- 2月15日——四川省盐源县龙塘水库工地，工棚召开职工大会，火灾，烧死民工197人，烧伤86人。

### 3月
- 3月10日——1959年藏区骚乱爆发。
- 3月17日——第十四世达赖喇嘛逃离西藏流亡印度。
- 3月20日——中国政府宣布平息西藏骚乱。
- 3月30日——湖北省建筑工程局第二工程公司第五工程处施工中，34个房架全部倒塌，死亡43人，伤13人。

### 4月
- 第二屆全國人民代表大會第一次会议。
- 4月5日——容国团在西德的多特蒙德举行的第25届世界乒乓球锦标赛男子单打决赛中，荣获男子单打冠军。
- 4月10日——重庆市南桐矿务局东林煤矿煤与瓦斯突出瓦斯爆炸，死亡82人。
- 4月11日——舟山數千漁民在江蘇呂泗洋漁場作業中，遭遇10級以上大風襲擊而出現大難，海難中共沉船230艘，死亡1178人，損失1170余萬元[2]。
- 4月18日——刘少奇当选国家主席，宋庆龄和董必武当选副主席。習仲勳任「國務院副總理兼秘書長」，是16個「副總理」中最年輕一個。
- 4月21日——郑州黄河新大桥通车。李富春副总理在第二次全国人大一次会议上作《1959年国民经济计划草案报告》，指出开展增产节约运动都必须是“多、快、好、省”的统一，都必须是数量、质量和安全的统一。

### 7月
- 7月2日——廬山會議召开，7月14日彭德怀写上毛泽东万言书。

### 8月
- 8月4日——河南省洛阳梨园煤矿瓦斯爆炸，死亡91人，伤25人。
- 8月25日——郎久事件，印中冲突，印军被击毙2名。
- 8月26日——印军再次向中国边防部队开枪射击。

### 9月
- 9月7日——公安部、劳动部、一机部、农业部、化工部、卫生部、商业部、铁道部发出试行《关于爆炸物品管理规则的补充规定》。农业部、化工部、卫生部、劳动部、一机部、商业部、铁道部、公安部联合发布试行《关于加强农药安全管理的规定(草案)》。
- 9月13日——中华人民共和国第一届运动会在北京工人体育场举行。印度总理尼赫鲁发布秘密指示：“在阿克赛钦地区应当大体维持现状，因为我方在那里未设哨所，而且很难到达这个地区。任何涉及该地区的问题，只有在时机成熟时联系整个边境的更大问题方可予以考虑。目前我们只好暂且容忍中国对拉达克东部地区的占领和他们通过这个地区修筑的公路。”
- 9月26日——大庆油田被发现。

### 10月
- 10月1日——中華人民共和國成立十周年慶典在北京天安門廣場舉行，毛澤東、赫魯曉夫等出席。中华人民共和国建立十周年庆典（英语：10th anniversary of the People's Republic of China）
- 10月7日——中國人民解放軍於北京通縣張家灣上空擊落中華民國空軍的RB-57D高空偵察機，是世界史上第一次地空導彈擊落敵機。
- 10月8日——中央档案馆在北京西郊落成，并正式开馆。
- 10月20日——三名印度军人在西藏地方西北端的空喀山口越入中国领土被扣。
- 10月21日——空喀山口事件，中印冲突。中国1人死亡，印度9死3伤，7被俘。

### 其它
- 10月1日 - 上海市普陀区长风公园正式对外开放
- 青海西宁人民公园（英语：People's Park (Xining)）正式对外开放
- 安徽巢湖的巢湖监狱（英语：Chaohu Prison）建成
- 新疆乌鲁木齐新疆维吾尔自治区中医医院建成
- 中央芭蕾舞团交响乐团（英语：National Ballet of China Symphony Orchestra）成立

## 教育

### 机构
- 安徽中医药大学，安徽合肥
- 安徽财经大学，安徽蚌埠
- 北京服装学院
- 云南艺术学院，云南昆明

## 运动
- 第一届中华人民共和国全国冬季运动会，在吉林和哈尔滨召开。